# Duca Litta
Duca Litta o di Litta, è un titolo ereditario della nobiltà del Regno napoleonico d'Italia, assorbito poi dalla nobiltà italiana.

## Storia
Il titolo venne creato il 20 febbraio 1808 per ricompensare Antonio Litta Visconti Arese, già IX marchese di Gambolò, uno dei massimi esponenti della nobiltà milanese dell'epoca che avevano giurato fedeltà al neonato governo napoleonico e che ricopriva all'interno del Regno napoleonico d'Italia l'incarico di Gran Ciambellano, Gran Dignitario dell'Ordine della Corona ferrea, Grand'Ufficiale della Legion d'Onore e senatore a Milano. Già il 12 aprile 1809 era stato riconosciuto allo stesso Litta il titolo di conte dall'Impero napoleonico.
Il titolo venne mantenuto anche dal governo austriaco e poi da quello del Regno d'Italia, sino all'estinzione dei maschi della casata nel 1921 quando entrambi i titoli decaddero.
L'antica sede dei duchi Litta è Palazzo Litta, a Milano.

## Duchi Litta (1807-1921)
- Antonio Litta Visconti Arese (1750–1817), I duca Litta, già VII marchese di Gambolò;
- Pompeo Litta Visconti Arese (1785–1835), II duca Litta, figlio del precedente;
- Antonio Litta Visconti Arese (1819–1866), III duca Litta, figlio del precedente;
- Giulio Litta Visconti Arese (1822–1891), IV duca Litta, fratello del precedente;
- Pompeo Litta Visconti Arese (1856–1921), V e ultimo duca Litta, figlio del precedente.

Ramo estinto nel 1921